# SG Wannabe
SG Wannabe (hangul: SG 워너비) är ett sydkoreanskt pojkband bildat år 2004 som först var aktivt till 2011. SG Wannabe är aktiva igen sedan 2015.
Gruppen består av de tre medlemmarna Kim Yong-jun, Kim Jin-ho och Lee Seok-hun. Den tidigare medlemmen Chae Dong-ha begick självmord den 27 maj 2011 efter en tid av depression, detta tre år efter att ha lämnat gruppen 2008.

## Medlemmar
| Namn         | Namn      | Födelsedatum                       | Medlemstid |           |
| Romanisering | Hangul    | Födelsedatum                       | Medlemstid |           |
| Nuvarande    | Nuvarande | Nuvarande                          | Nuvarande  | Nuvarande |
| ------------ | --------- | ---------------------------------- | ---------- | --------- |
| Lee Seok-hun | 이석훈    | 21 februari 1984                   | 2004-idag  |           |
| Kim Yong-jun | 김용준    | 12 september 1984                  | 2004-idag  |           |
| Kim Jin-ho   | 김진호    | 21 maj 1986                        | 2004-idag  |           |
| Tidigare     |           |                                    |            |           |
| Chae Dong-ha | 채동하    | 23 juni 1981 † 27 maj 2011 (29 år) | 2004-2008  |           |

## Diskografi

### Studioalbum
| Datum       | Albumtitel                         | Topplacering          | Topplacering   |
| Datum       | Albumtitel                         | Sydkorea (Gaon Chart) | Japan (Oricon) |
| Koreanska   | Koreanska                          | Koreanska             | Koreanska      |
| ----------- | ---------------------------------- | --------------------- | -------------- |
| 20 jan 2004 | SG Wanna Be+                       | —                     | —              |
| 3 mar 2005  | Saldaga                            | —                     | —              |
| 4 apr 2006  | The 3rd Masterpiece                | —                     | —              |
| 6 apr 2007  | The Sentimental Chord              | —                     | —              |
| 24 apr 2008 | My Friend                          | —                     | —              |
| 23 apr 2009 | Gift From SG Wannabe               | —                     | —              |
| 19 okt 2010 | SG Wannabe by SG Wannabe 7 Part.I  | 4                     | —              |
| 14 mar 2011 | SG Wannabe by SG Wannabe 7 Part.II | 2                     | —              |
| Japanska    |                                    |                       |                |
| 11 mar 2009 | Rainbow                            | —                     | —              |

### EP-skivor
| Datum       | Albumtitel                                 | Topplacering          | Topplacering   |
| Datum       | Albumtitel                                 | Sydkorea (Gaon Chart) | Japan (Oricon) |
| Koreanska   | Koreanska                                  | Koreanska             | Koreanska      |
| ----------- | ------------------------------------------ | --------------------- | -------------- |
| 26 jul 2005 | The Voices Remix                           | —                     | —              |
| 2 feb 2007  | All Star - Cho Young Soo 1st Project Album | —                     | —              |
| 23 mar 2008 | Cho Young Soo & All Star Vol. 2            | —                     | —              |
| 4 mar 2010  | Cho Young Soo All Star 2.5                 | —                     | —              |
| 24 maj 2010 | Greetings                                  | —                     | —              |
| 19 aug 2015 | The Voice                                  | 5                     | —              |
| 19 nov 2016 | Our Days                                   | 17                    | —              |
| Japanska    |                                            |                       |                |
| 5 jul 2010  | Precious                                   | —                     | —              |